# Mușchi de pământ
Mușchiul de pământ  (Polytrichum commune) face parte din categoria mușchilor superiori. Ei au corpul vegetativ un tal cormoid, format din tulpiniță, frunzulițe și rizoizi pluricelulari, care sunt analoage cu organele vegetative ale plantelor vasculare. Este o plantă perenă cu tulpina de circa 30 cm înălțime, ce creste prin păduri, pe solurile umede. Frunzulițele sunt alungite și dispuse pe tulpina spiralat. Mușchiul de pământ este o plantă dioică. Anteridiile se formează pe gametofitul masculin și se desfac pe timp ploios, eliberând anterozoizi. Aceștia nimeresc pe gametofitul feminin, pătrund în arhegon și unul din ei fecundează oosfera. Zigotul se dezvolta formând sporogonul(sporofitul) care rămâne fixat de talul gametofitului. Sporogonul este format din seta, la vârful căreia se găsește capsula cu spori haploizi. Sporii diseminați germinează, formând protonema ramificată, din care se dezvolta tulpinițe tinere de mușchi.